# Brandýsek
Brandýsek (Duits: Brandeisl) is een Tsjechische gemeente in de regio Midden-Bohemen en maakt deel uit van het district Kladno. Het dorp ligt op 6 km afstand van de stad Kladno.
Brandýsek telt 2136 inwoners.

## Geografie
De gemeente Brandýsek bestaat uit de volgende plaatsen:
- Brandýsek;
- Olšany.

## Geschiedenis
De eerste schriftelijke vermelding van het dorp (in villa Brandis) dateert van 1345.
Tot het begin van de 19e eeuw was de naam van het dorp Brandýs (officieel zelfs Brandýs bij Slaný). Aan het begin van de 19e eeuw werd de naam echter gewijzigd in de verkleinvorm Brandýsek om de plaats beter te kunnen onderscheiden van plaatsen met dezelfde naam.
Sinds 1960 is Brandýsek een zelfstandige gemeente binnen het Kladnodistrict.

## Voorzieningen
Er zijn een kleuter- en basisschool in het dorp, alsmede 4 buurtwinkels, een speeltuin, wildedierenopvang en een regionaal gezondheidscentrum.

## Verkeer en vervoer

### Autowegen
Er leiden diverse regionale wegen naar het dorp. Verder loopt snelweg D7 langs het dorp. Het dorp ligt precies tussen afrit 9 (Buštěhrad) en afrit 18 (Slaný-Zuid).

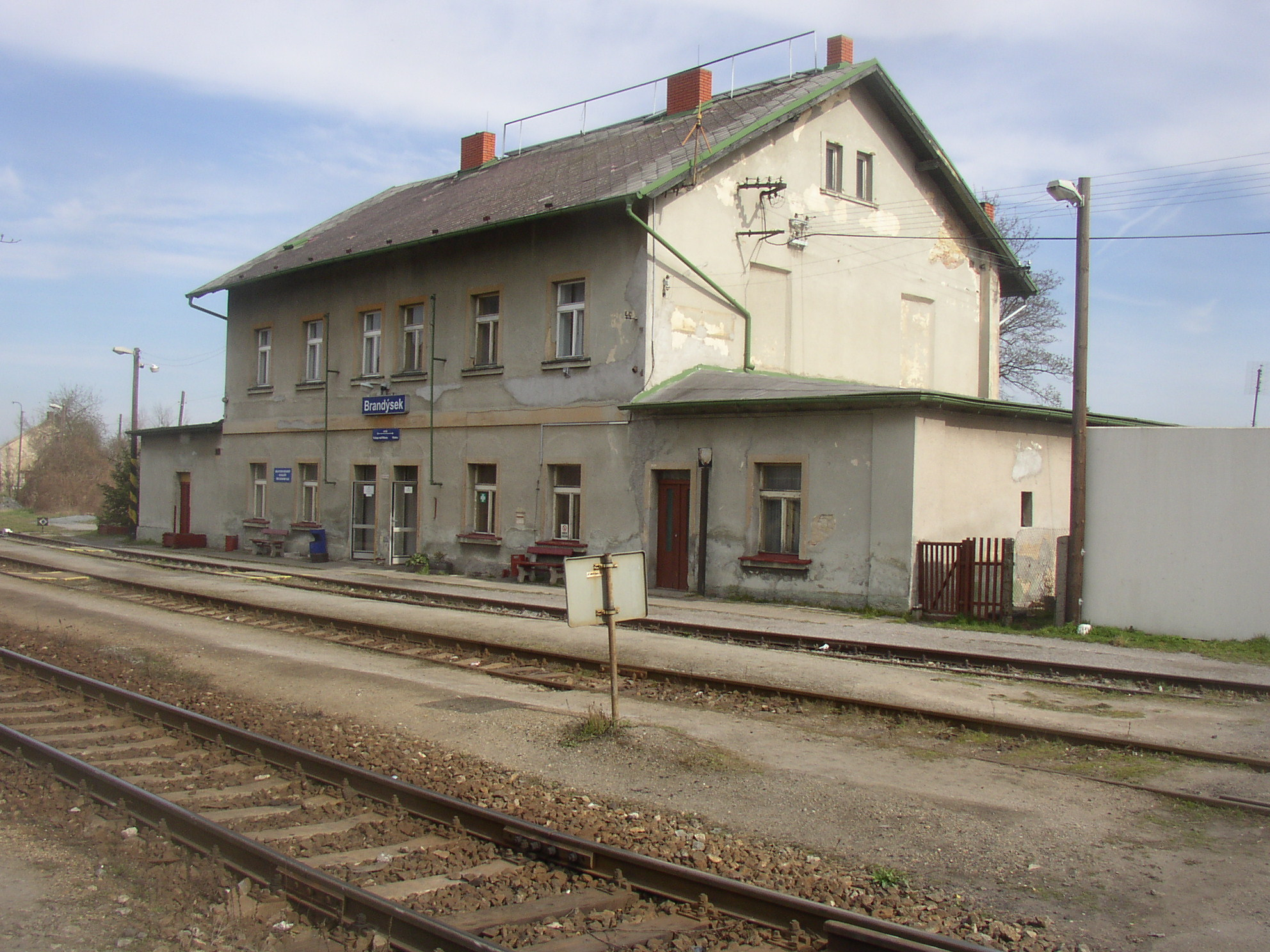
Station Brandýsek (2008)

### Spoorlijnen
Station Brandýsek ligt aan spoorlijn 093 Kralupy nad Vltavou - Kladno. De lijn is enkelsporig en niet geëlektrificeerd. Het vervoer op de lijn begon in 1856.
Er rijdt 15 keer per dag een trein.

### Buslijnen
Er halteren buslijnen naar de volgende bestemmingen in het dorp: Kladno, Kralupy nad Vltavou, Praag, Slaný, Pchery en Velvary. De lijnen worden gereden door ČSAD MHD Kladno en ČSAD Slaný.

## Bezienswaardigheden
- Het mijngebouw van de voormalige mijn Důl Michael, een van de laatst overgebleven mijntorens in de regio Kladno. De vakwerkconstructie dateert uit de periode 1906 tot 1910. De toren is een nationaal monument.
- De niskapel na Rovinách ten noorden van het dorp, aan de weg naar Knovíze.
- Historische stenen grenspaal, bij de spoorwegovergang.
- Monument voor de gevallenen in de Eerste Wereldoorlog, in het centrum van het dorp.
- Monument voor de slachtoffers van de Tweede Wereldoorlog, in het centrum van het dorp.
- Gedenkplaat voor de gevallenen van de Saksische Meiopstand, op het gemeentehuis.

### Natuurpark Čabárna
Het natuurpark Čabárna bestaat naast land uit een systeem van grote vijvers die samen een natuurlijk ecosysteem vormen. Čabárna werd tussen 1996 en 1997 aangelegd door de plaatselijke familie Lážnovský, met steun van het Ministerie van Milieuzaken van Tsjechië. Het park heeft een oppervlakte van 3,5 hectare en bevat voorzieningen om inheemse fauna en flora te laten groeien, evenals ernstig bedreigde planten van elders. In de vijvers zijn onder meer (sier)vissen te vinden, waaronder de Japanse koikarper en steur, maar ook waterlelies en andere waterplanten.

## Geboren in
- František Wald (1861-1930), chemicus, universitair docent, rector van de Tsjechische Technische Universiteit;
- Alois Dryák (1872-1932), architect (geboren in het tot de gemeente behorende dorpje Olšany);
- Josef Háša (1875-1939), cellist.

## Galerij

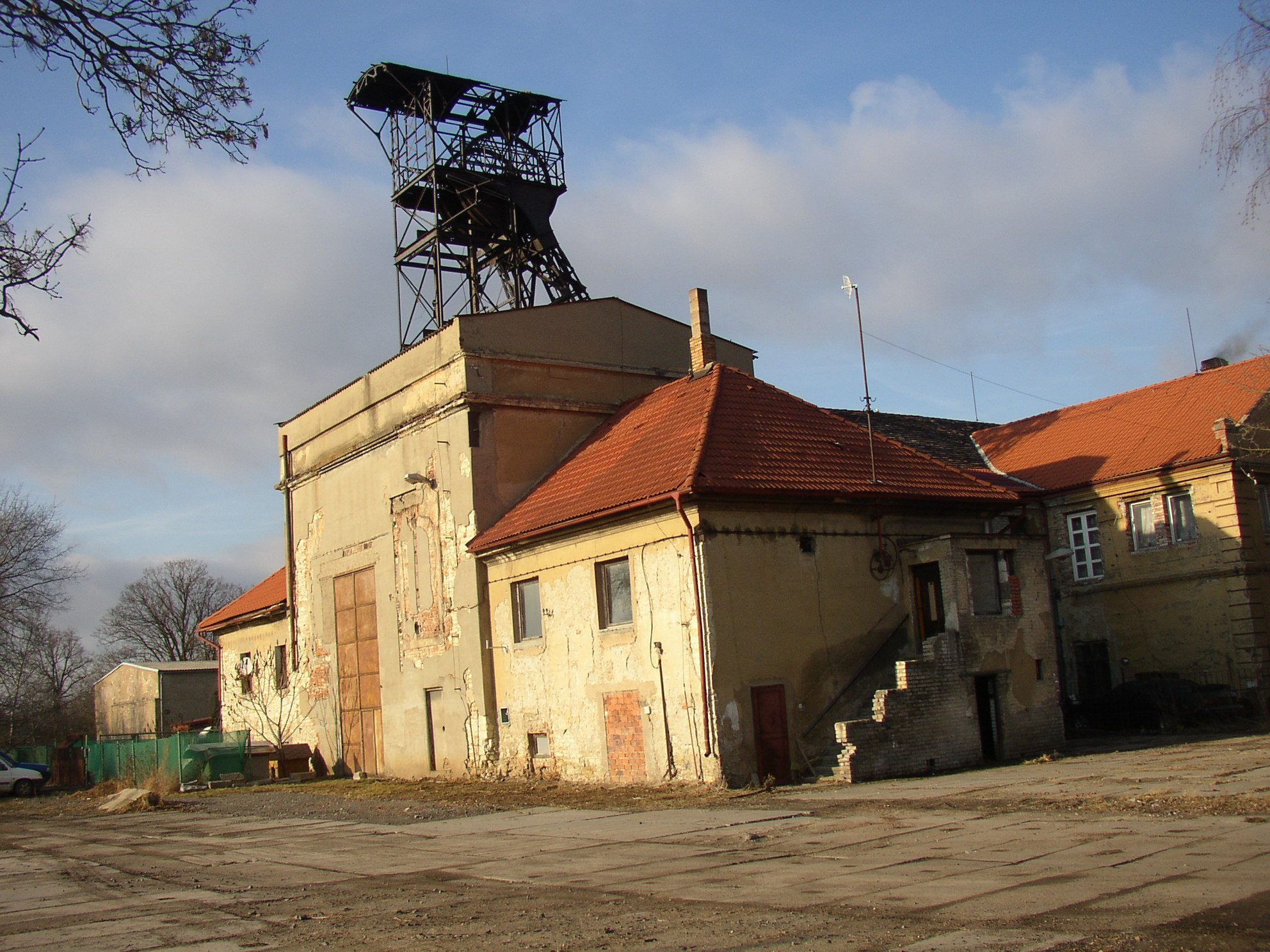
Mijngebouw van de voormalige mijn Důl Michael
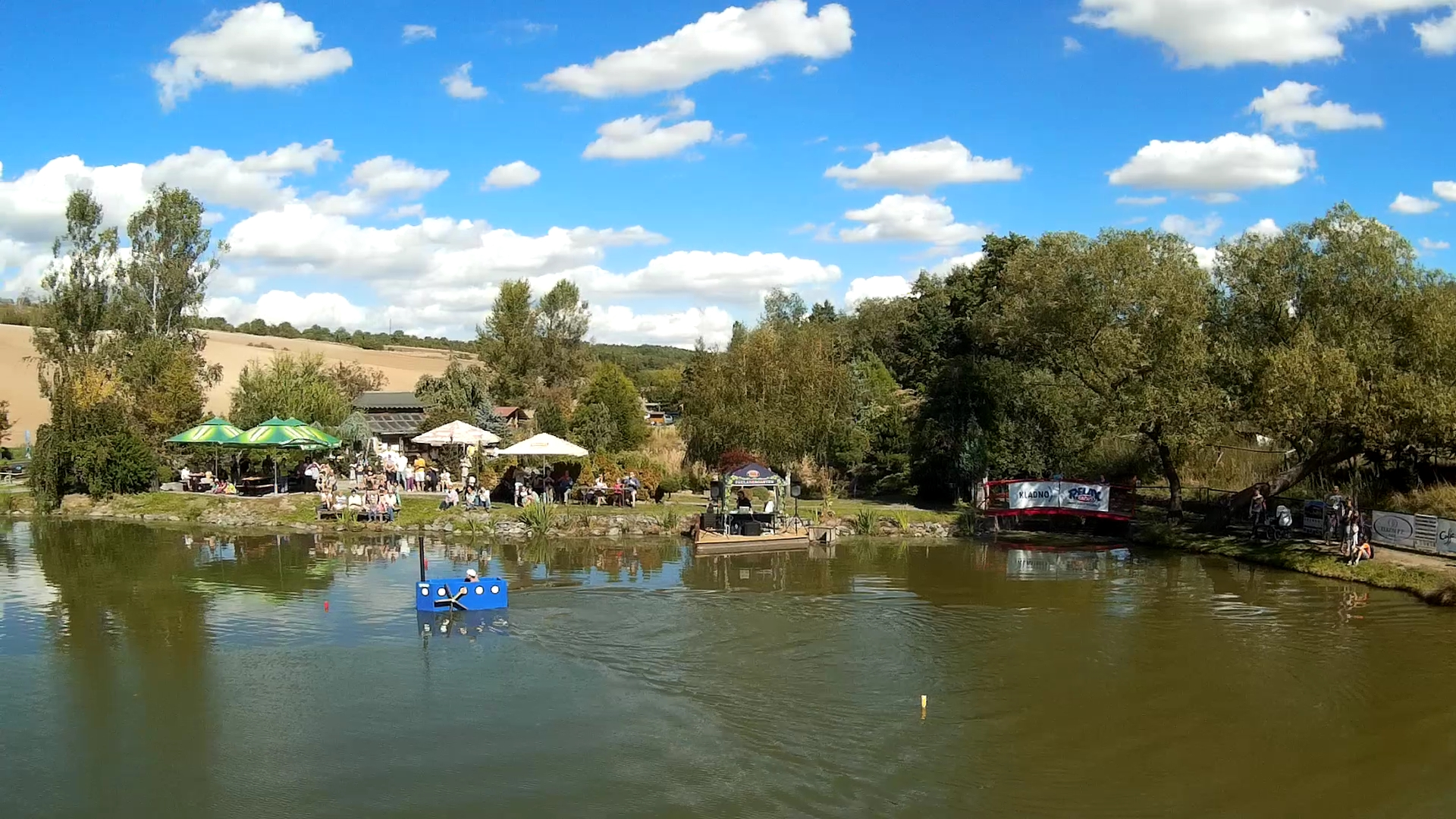
Natuurpark Čabárna (1)
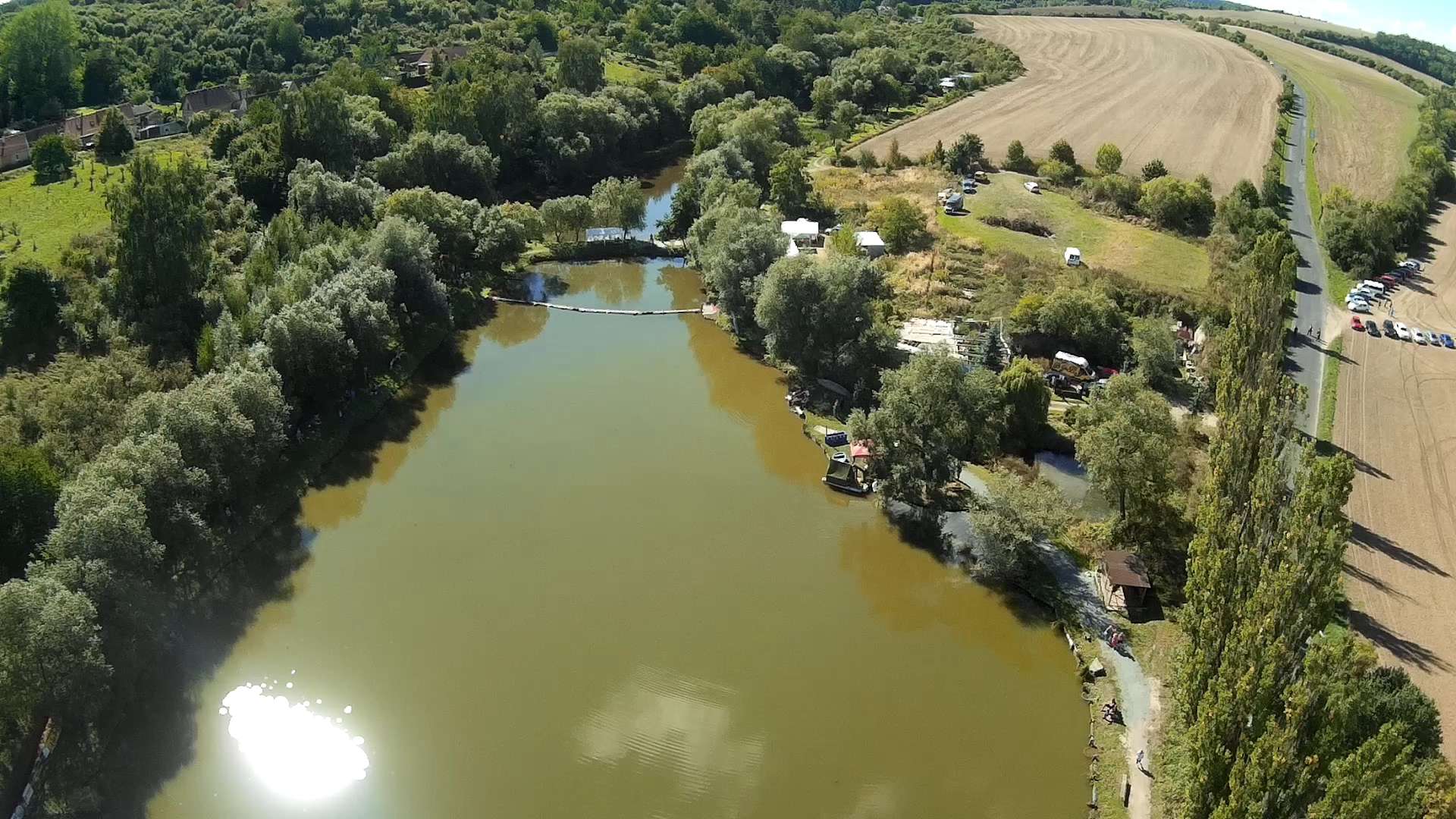
Natuurpark Čabárna (2)
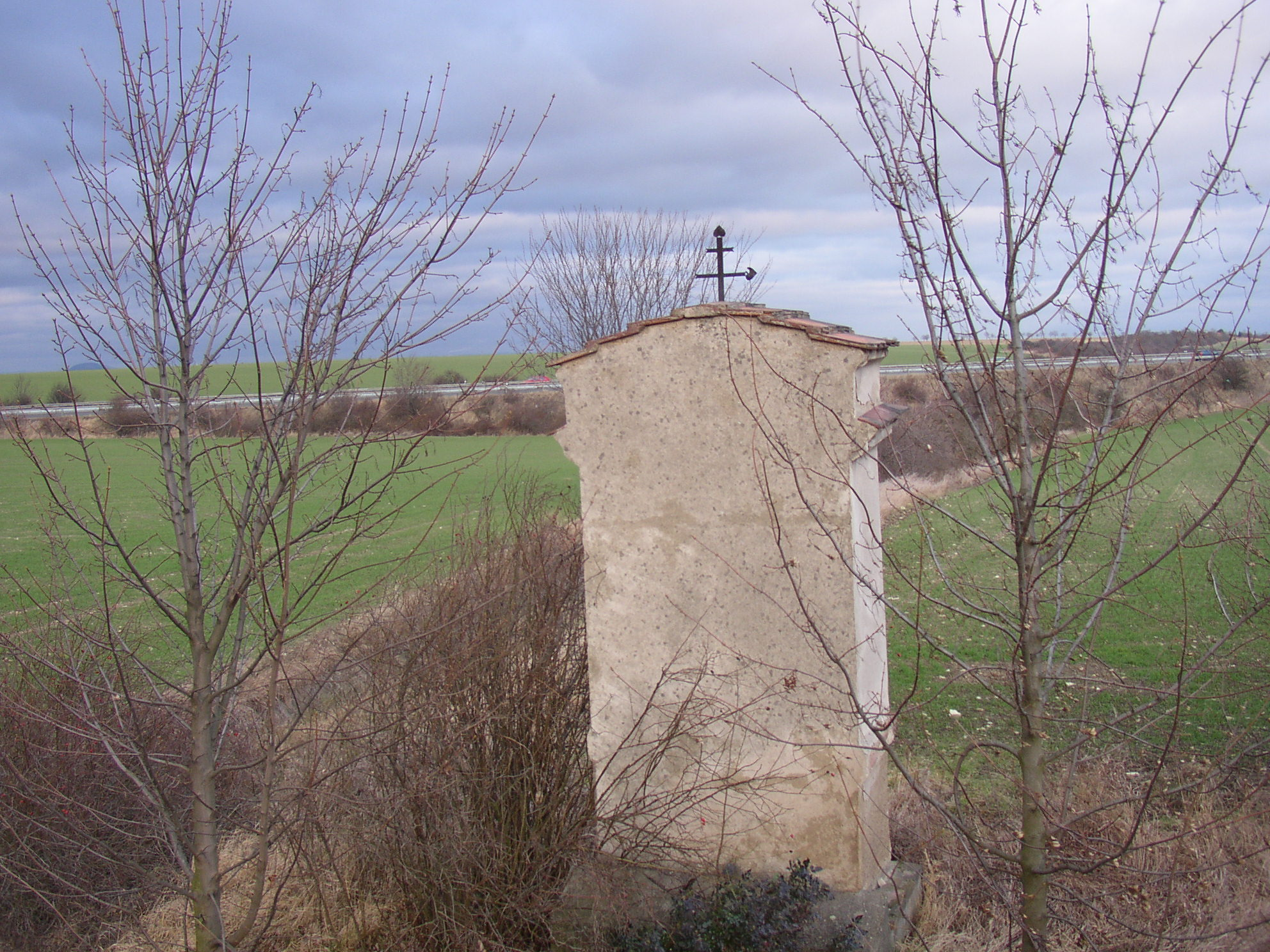
Niskapel na Rovinách aan de weg naar Knovíze